# 10498 Bobgent
10498 Bobgent eller 1986 RG3 är en asteroid i huvudbältet som upptäcktes den 11 september 1986 av den amerikanske astronomen Edward L.G. Bowell vid Anderson Mesa Station. Den är uppkallad efter amatörastronomen Robert Gent.
Asteroiden har en diameter på ungefär 3 kilometer.